# Osječani Gornji
Osječani Gornji är ett samhälle i Bosnien och Hercegovina.   Det ligger i entiteten Republika Srpska, i den centrala delen av landet, 110 km norr om huvudstaden Sarajevo. Osječani Gornji ligger 177 meter över havet och antalet invånare är 1 238.
Terrängen runt Osječani Gornji är kuperad österut, men västerut är den platt. Närmaste större samhälle är Doboj, 12,0 km söder om Osječani Gornji. 
I omgivningarna runt Osječani Gornji växer i huvudsak lövfällande lövskog. Runt Osječani Gornji är det ganska tätbefolkat, med 93 invånare per kvadratkilometer.